# 东大寺 (天祝)
东大寺，藏语称“大通贡钦贴桑达吉琅”（dac-thang-dgon-chen-thos-dar-rgys-gling，意为“大通大寺闻思振兴洲”），位于甘肃省武威市天祝藏族自治县赛什斯镇，是一座藏传佛教格鲁派寺院。该寺因位于连城妙因寺以东，故名“东大寺”。

## 历史
东大寺的所在地天祝藏族自治县赛什斯镇，早年归永登县连城镇所辖。连城镇位于永登县城西北，大通河穿过该镇，该镇与青海省、天祝藏族自治县等少数民族聚居区接壤。西汉时，连城镇设为县。此处为古丝绸之路唐蕃古道的交通要冲及军事防御重地，也是鲁土司衙门的所在地。
鲁土司出身蒙古，信仰藏传佛教。鲁土司的始祖脱欢，是元世祖忽必烈之孙，曾任平章政事。明朝灭元朝时，脱欢随元顺帝北逃未果，遂投降明朝，被封为连城土司。明朝永乐年间，第三代土司因为作战有功，获赐鲁姓，由此始称“鲁土司”。该土司系统共传19世，22代，达558年，直到1932年“改土归流”才告终。连城鲁土司辖区包括今永登县连城、民乐、大有、七山、通远、红城、城关、龙泉以及兰州市红古区河嘴、平安、天祝藏族自治县的古城等乡镇，辖区面积大约9000余平方公里。
《清史稿·甘肃土司传》及《重续鲁氏家谱》载，鲁土司的墓葬区分布于上享堂、下享堂、西享堂。上享堂位于连城镇北二里水磨沟口的享堂东山上，葬有始祖脱欢以下十世以及第十五世以后的诸土司，此地即今东大寺的所在地。第一世班禅堪布喜绕尼玛便是第五世鲁土司的第三子，在获五世班禅罗桑意希赏封之前，又称“鲁迦堪布”。
东大寺属天祝藏族自治县赛什斯镇，位于永登县连城镇以北7.5公里，距离吐鲁沟国家森林公园30公里。该寺初建于明朝万历四十七年（1619年），为一世班禅堪布喜绕尼玛（五世班禅罗桑意希赏封，准予转世）所建。起初，该寺为萨迦派寺院，后来改宗噶举派，明末清初又改宗为格鲁派寺院。据《安多政教史》等史料记载，萨迦派、噶举派的众多高僧曾来该寺，并赠送该寺大批佛经、佛像、佛塔等，使该寺逐渐兴旺。第二世达垅仓活佛罗桑丹巴却吉尼玛（明朝国师）曾任该寺法台，并制定僧规等等。清朝康熙年间，六世达赖仓央嘉措路经此地，曾经留任该寺法台，整顿该寺寺务。五世班禅罗桑意希在传教时也曾来此寺。第二世嘉木样活佛曾在该寺举办独雄大威德灌顶大法会，为131位僧人授比丘戒。
清朝乾隆年间，在鲁土司支持下，东大寺成为正规的格鲁派寺院。道光八年（1828年），在鲁土司的命令下，该寺扩建，并为鲁土司的第三子即鲁迦堪布喜绕尼玛修建了堪布囊欠，本地教徒俗称其为“三太子囊”。此后东大寺进入鼎盛时期，有僧人1000多人，经堂3座，佛堂99间（甘肃的拉卜楞寺也只有佛堂101间），僧宅545间，设有哲学院、续部上院、续部下院、医学院共四大学院，讲习五部大论，经院教育制度完备。僧人多赴拉萨、拉卜楞寺、佑宁寺等处深造。该寺有土地200余亩，森林几十处，牦牛382头，羊400余只，骡马41匹，水磨4盘、油坊3处，房屋63间。该寺规模仅次于拉卜楞寺，成为华锐（天祝藏族自治县的古称）藏区的藏传佛教圣地。
清朝同治年间，该寺与今天祝藏族自治县境内其他寺院同遭到战火破坏。后来，该寺部分迁至今永登县大有乡旧寺沟，但因此地僧俗饮水困难，遂又迁至今天祝藏族自治县古城地方，称“古城寺”；该寺另一部分仍留在原址，仍为东大寺。自此，东大寺逐渐衰落。
1949年时，东大寺有僧人36人，土地163石，森林数十处，还有油坊、水磨，有牛羊数百头/只。该寺殿堂规模宏大，寺内藏有许多文物，为华锐藏区仅次于天堂寺的第二大寺，在天祝县、永登县、青海湟水以北地区影响较大。 
1956年以前，该寺属永登县管辖，1956年其地划归天祝县管理。1958年，东大寺毁于政治运动，鲁家囊欠的部分建筑被生产队当作库房而未拆除，其他建筑全部被拆毁。僧人则全部下放，就地安置，形成村落“东大寺村”。幸而该寺僧人用草泥将壁画涂抹一层，使珍贵的壁画保存至今。
1980年7月15日（农历六月初四日），经天祝县人民政府批准，东大寺恢复开放。天祝县民族宗教局为了落实宗教政策，为东大寺的重建划拨专项经费，东大寺又自筹部分资金维修寺院。1993年，东大寺被列为甘肃省文物保护单位。2005年，东大寺活佛鲁迦堪布主持筹资5万元，在菜拉院核桃树旁兴建了一座高13米的菩提塔。2006年，周润发和杨紫琼参演的电影《黄石的孩子》曾在东大寺拍摄。
2008年8月，首都师范大学和故宫博物院与永登县鲁土司衙门博物馆三方合作，对甘肃省永登县连城鲁土司的属寺妙因寺、显教寺、雷坛和红城感恩寺的壁画、塑像及永登县博物馆馆藏唐卡、佛像、佛经等进行联合考察。在完成考察鲁土司属寺的工作后，联合考察队又赴天祝藏族自治县东大寺、民乐县童子寺调查《西游记》壁画及雕塑，考察《西游记》故事与图像在河西的传播。
如今，该寺正常开展宗教活动。该寺属寺为连城妙因寺、古城寺。2012年，东大寺举办酥油花展，这是东大寺恢复开放以来的第二次展出，酥油花由从拉卜楞寺邀请的艺僧及东大寺多名艺僧用一个月时间制作。东大寺管理委员会副主任扎西也是这次酥油花的主要制作者之一。此次东大寺的酥油花主要反映鲁迦堪布活佛的传承历史，以及属寺连城妙因寺、古城寺的历史建筑。酥油花展将每年举办。

## 壁画
东大寺的建筑集汉、藏建筑风格于一体，融合了儒、释、道文化。该寺正殿内有大型《西游记》全本壁画。这是中国至今发现的唯一大型《西游记》全本壁画。
《西游记》全本壁画位于东大寺正殿的左右墙壁上，采用中国传统国画技法，描绘了唐僧师徒四人赴西天取经，历经十四年，九九八十一难，与各路妖怪斗争，最后取回真经的故事。其中经典故事有孙悟空大闹天宫、高老庄收八戒、流沙河收沙和尚、三打白骨精、人参果、盘丝洞、火焰山、真假美猴王等。